# Guesstimate
Guesstimate es un acrónimo del idioma inglés entre las palabras guess (suponer o adivinar) y estimate (estimar), usado por primera vez por estadísticos norteamericanos en 1934 o 1935. Se define como la estimación hecha sin usar información completa o adecuada o como una estimación que se obtiene mediante conjeturas. Al igual que las palabras estimate y guess, guesstimate puede ser usada como verbo o sustantivo (con los mismos cambios en la pronunciación que estimate). Un guesstimate puede ser una primera y burda aproximación pendiente de una estimación más adecuada cuando se haga disponible mayor información.
Esta palabra es usada en un sentido peyorativo si hay información disponible para una estimación mejor pero se la ignora.
Se usan técnicas de guesstimation en:
- Física, para resolver problema de Fermi. Se enseña como una habilidad útil para los estudiantes de ciencia.[9]
- Cosmología, asl usar, por ejemplo, la Ecuación de Drake[10]
- Economía, en pronósticos y estadísticas[11]
- Ingeniería de software, para el desarrollo de nuevas características y para estimar fechas.

El libro de Lawrence Weinstein y John Adam Guesstimation: Solving the World's Problems on the Back of a Cocktail Napkin, basado en el curso "Física en el reverso de un sobre (Physics on the Back of an Envelope)" de la Universidad de Old Dominion promueve técnicas de guesstimation como una habilidad útil para la vida. Incluye muchos ejemplos de guesstimation, por ejemplo los problemas:
- ¿Cuántas millas en total conducen los norteamericanos en un año?

Respuesta: cerca de 2 trillones (2x1012)
- ¿Cuánto desperdicio nuclear produce una planta nuclear de 1GW en un año?

Respuestas: cerca de 60 toneladas.